# Puncturella abyssicola
Puncturella abyssicola is een slakkensoort uit de familie van de Fissurellidae. De wetenschappelijke naam van de soort is voor het eerst geldig gepubliceerd in 1885 door A. E. Verrill.